# Шајба арена
Шајба арена (рус. Ледовая Арена «Шайба») вишенаменска је монтажна спортска ледена дворана намењена превасходно утакмицама у хокеју на леду, а изграђена за потребе хокејашког турнира на Зимским олимпијским играма 2014. године. Дворана се налази у оквиру Олимпијског парка у граду Сочију (Краснодарски крај Руске Федерације). Дворана је у власништву Међународне хокејашке федерације.
Дворана је грађена у периоду 2009—2013. и има капацитет од 7.000 седећих места. На свега 300 метара од дворане налази се Бољшој арена. Трошкови градње дворане износили су око 35,5 милиона америчких долара. Дворана физиономијом подсећа на хокејашки пак, и отуда и име, руски Шайба означава пак.
После Игара дворана ће вероватно бити измештена у неки други град у Русији.